# Aspila mekrana
Aspila mekrana är en fjärilsart som beskrevs av Brandt 1941. Aspila mekrana ingår i släktet Aspila och familjen nattflyn. Inga underarter finns listade i Catalogue of Life.